# Parlamentswahl in Namibia 2024
Die Parlamentswahl in Namibia 2024, das heißt die Wahl zur namibischen Nationalversammlung fand – zusammen mit der Präsidentschaftswahl – vom 27. November bis 30. November 2024 statt. Namibier im Ausland, Personen-zur-See und Angehörige des Sicherheitsapparates konnten bereits am 13. November 2024 ihre Stimme abgeben. Die Wählerregistrierung fand zwischen dem 3. Juni und dem 1. August 2024 statt. 91 Prozent der Wahlberechtigten hatten sich als Wähler registriert, insgesamt 1.467.604 Namibier.

## Ausgangslage
Bei der letzten Wahl im November 2019 hatte die regierende SWAPO erneut gewonnen, verlor aber die Zweidrittelmehrheit mit 63 Sitzen.

Siegreiche Partei nach Wahlkreisen 2019

- SWAPO: 63
- PDM: 16
- LPM: 4
- APP: 2
- NEFF: 2
- NUDO: 2
- RP: 2
- UDF: 2
- CDV: 1
- RDP: 1
- SWANU: 1
- Ernannte: 8

| Partei | Stimmenanteile | Sitze    |
| ------ | -------------- | -------- |
| SWAPO  | 65,45 %        | 63 (−14) |
| PDM    | 16,65 %        | 16 (+11) |
| LPM    | 4,75 %         | 4 (+4)   |
| NUDO   | 1,96 %         | 2 (±0)   |
| APP    | 1,79 %         | 2 (±0)   |
| UDF    | 1,79 %         | 2 (±0)   |
| RP     | 1,77 %         | 2 (+1)   |
| NEFF   | 1,66 %         | 2 (+2)   |
| RDP    | 1,09 %         | 1 (−2)   |
| CDV    | 0,71 %         | 1 (+1)   |
| SWANU  | 0,65 %         | 1 (±0)   |

## Vor der Wahl
Diverse Oppositionsparteien begannen ihren Wahlkampf ungewöhnlich früh bereits 2022. Einige von ihnen stellten eine mögliche Koalition Mitte desselben Jahres in Aussicht. Erstmals überwiegt bei der Zahl der Wahlberechtigten die Nach-Unabhängigkeits-Generation, d. h. solche Personen, die nach der Unabhängigkeit 1990 geboren wurden.
Im Januar 2024 sprach sich RP-Präsident Henk Mudge dafür aus, dass die Oppositionsparteien geschlossen agieren sollten. Nur so habe man die Chance die SWAPO zu besiegen. Einige Parteivorsitzende stellten sich sofort hinter die Idee, andere lehnten diese kategorisch ab. Im Juni 2024 sprachen sich erneut viele Parteien gegen eine Koalition im Vorfeld der Wahlen aus.
Analysten, darunter das langjährige SWAPO-Mitglied Henning Melber, sehen eine mögliche Niederlage der Regierungspartei und eine mögliche Stichwahl um die Staatspräsidentschaft.
Zwei Tage vor der Wahl haben die NUDO und die SWANU eine Koalition angekündigt.

### Umfragen
Einer repräsentativen Umfrage von Survey Warehouse im Auftrag von Afrobarometer nach erhalten die Parteien folgende Zustimmungswerte wenn morgen Wahl wäre (Umfrage vom März/April 2024):
| Partei | Stimmenanteil | Stimmenanteil | Stimmenanteil | Veränderung 1 (absolut) |
| Partei | Stadt         | Land          | Gesamt        | Veränderung 1 (absolut) |
| ------ | ------------- | ------------- | ------------- | ----------------------- |
| APP    | 0,8 %         | 0,3 %         | 0,6 %         | −1,19 %                 |
| AR     | 0,9 %         | 0,4 %         | 0,7 %         | neu                     |
| BCP    | 0,1 %         |               | 0,1 %         | neu                     |
| CoD    | 0,6 %         |               | 0,3 %         | −0,27 %                 |
| DPN 2  |               | 0,3 %         | 0,1 %         | nicht angetreten        |
| IPC    | 6,5 %         | 3,4 %         | 5,0 %         | neu                     |
| LPM    | 8,2 %         | 2,6 %         | 5,6 %         | +0,85                   |
| MAG 2  | 0,1 %         |               | 0,1 %         | nicht angetreten        |
| NEFF   |               | 0,3 %         | 0,1 %         | neu                     |
| NPF    | 0,5 %         |               | 0,3 %         | +0,08 %                 |
| NUDO   | 2,9 %         | 3,5 %         | 3,1 %         | +1,14 %                 |
| PDM    | 4,8 %         | 5,0 %         | 4,9 %         | −11,75 %                |
| RDP    | 0,8 %         | 0,9 %         | 0,8 %         | −0,29 %                 |
| SWANU  | 0,8 %         |               | 0,4 %         | −0,26 %                 |
| SWAPO  | 40,8 %        | 62,3 %        | 50,8 %        | −14,65 %                |
| UDF    | 1,5 %         | 0,8 %         | 1,2 %         | −0,59 %                 |
| UPM    | 0,3 %         |               | 0,2 %         | nicht angetreten        |
| ADM    |               |               | k. A.         |                         |
| NEFC 2 |               |               | k. A.         |                         |
| RP     |               |               | k. A.         |                         |
| WRP 2  |               |               | k. A.         |                         |

## Wahlablauf und Wahlergebnis
- SWAPO: 51
- IPC: 20
- AR: 6
- LPM: 5
- PDM: 5
- UDF: 2
- APP: 1
- BCP: 1
- NEFF: 1
- NDP: 1
- NUDO: 1
- RP: 1
- SWANU: 1
- Ernannte: 8

Siegreiche Partei nach Wahlkreisen 2024

Am Sonderwahltag (13. November 2024) gaben laut der Wahlkommission ECN 16.352 Namibier im In- und Ausland ihre Stimme ab. Dies waren nahezu doppelt so viele wie zunächst von der ECN vermutet. Aufgrund der hohen Zahl der Wähler soll es vereinzelt zu Problemen gekommen sein.
Die eigentliche Wahl am 27. November wurde aufgrund des Andrangs an Wählern bis einschließlich 30. November 2024 verlängert. Oppositionsparteien und diverse Wahlbeobachter-Organisationen (u. a. SACU, SADC und das Forum deutschsprachiger Namibier) bemängelten die fehlende Umsetzung von bereits 2019 vorgeschlagenen Reformen, den Mangel an Wahllokalen und die große logistische Herausforderung. Die Oppositionsparteien erklärten geschlossen wenige Tage nach der Wahl, dass sie gemeinsam gegen die Wahl vor Gericht ziehen werden.
Das Wahlergebnis wurde am 4. Dezember 2024 verkündet.
Die Wahlkommission hatte im Oktober 2024 folgende Parteien zur Wahl zugelassen:
| SWAPO Party of Namibia                                     | SWAPO              | 583.300 ▼ | 53,38 ▼ | 51 (−12) |
| Independent Patriots for Change                            | IPC                | 220.809   | 20,21   | 20       |
| Affirmative Repositioning                                  | AR                 | 72.227    | 6,61    | 6        |
| Popular Democratic Movement                                | PDM                | 59.839 ▼  | 5,48 ▼  | 5 (−11)  |
| Landless People’s Movement                                 | LPM                | 56.971 ▲  | 5,21 ▲  | 5 (+1)   |
| United Democratic Front of Namibia                         | UDF                | 16.828 ▲  | 1,54 ▼  | 2 (±0)   |
| Namibia Economic Freedom Fighters                          | NEFF               | 11.743 ▼  | 1,07 ▼  | 1 (−1)   |
| SWANU of Namibia                                           | SWANU              | 11.484 ▲  | 1,05 ▲  | 1 (±0)   |
| Republican Party of Namibia                                | RP                 | 10.942 ▼  | 1,00 ▼  | 1 (−1)   |
| National Unity Democratic Organisation of Namibia          | NUDO               | 10.687 ▼  | 0,98 ▼  | 1 (−1)   |
| All People’s Party                                         | APP                | 7.219 ▼   | 0,66 ▼  | 1 (−1)   |
| National Democratic Party of Namibia                       | NDP                | 6.647 ▲   | 0,61 ▲  | 1 (+1)   |
| Body of Christ Party                                       | BCP                | 5.763     | 0,53    | 1        |
| Rally for Democracy and Progress                           | RDP                | 3.308 ▼   | 0,30 ▼  | 0 (−1)   |
| National Empowerment Fighting Corruption                   | NEFC               | 3.216     | 0,29    | 0        |
| United Namibians Party                                     | UNP                | 2.706     | 0,25    | 0        |
| Action Democratic Movement Party                           | ADM                | 2.286     | 0,21    | 0        |
| United People’s Movement                                   | UPM                | 2.143     | 0,20    | 0        |
| Congress of Democrats                                      | COD                | 1.800 ▼   | 0,16 ▼  | 0 (±0)   |
| Christian Democratic Voice Party                           | CDV                | 1.452     | 0,13    | 0 (−1)   |
| National Patriotic Front                                   | NPF                | 1.315 ▼   | 0,12 ▼  | 0 (±0)   |
|                                                            |                    |           |         |          |
| Abgegebene Stimmen                                         | Abgegebene Stimmen | 1.108.583 |         |          |
| Gültige Stimmen                                            | Gültige Stimmen    | 1.092.685 |         |          |
| Ungültige Stimmen                                          | Ungültige Stimmen  | 15.898    |         |          |
| Wahlbeteiligung                                            | Wahlbeteiligung    | 75,68 %   |         |          |
| Quelle: Namibische Wahlkommission (ECN), 4. Dezember 2024. |                    |           |         |          |

## Nach der Wahl
Eine Klage einiger Oppositionsparteien gegen den Ablauf der Wahl wurde im Februar 2025 vom Supreme Court zurückgewiesen.